# Dafni, Attica
Dafni (greacă Δάφνη) este un oraș în Grecia în prefectura Atena.